# Robbie McEwen
Robbie McEwen est un coureur cycliste australien né le 24 juin 1972 à Brisbane. Professionnel de 1996 à 2012, il est l'un des meilleurs sprinteurs des années 2000. Il a notamment remporté trois fois le maillot vert du Tour de France et 12 étapes de cette épreuve, ainsi que 12 étapes du Tour d'Italie. Il a également été trois fois champion d'Australie sur route, vice-champion du monde en 2002 et a gagné la Vattenfall Cyclassics 2008. Il détient le record de victoires sur Paris-Bruxelles, qu'il a gagné cinq fois. En 20 ans de cyclisme et 16 années de professionnalisme, il a remporté 210 succès dont plus de 130 chez les professionnels. Il prend sa retraite sportive à l'issue du Tour de Californie 2012 pour prendre une place dans l'encadrement de la formation Orica-GreenEDGE.

## Biographie

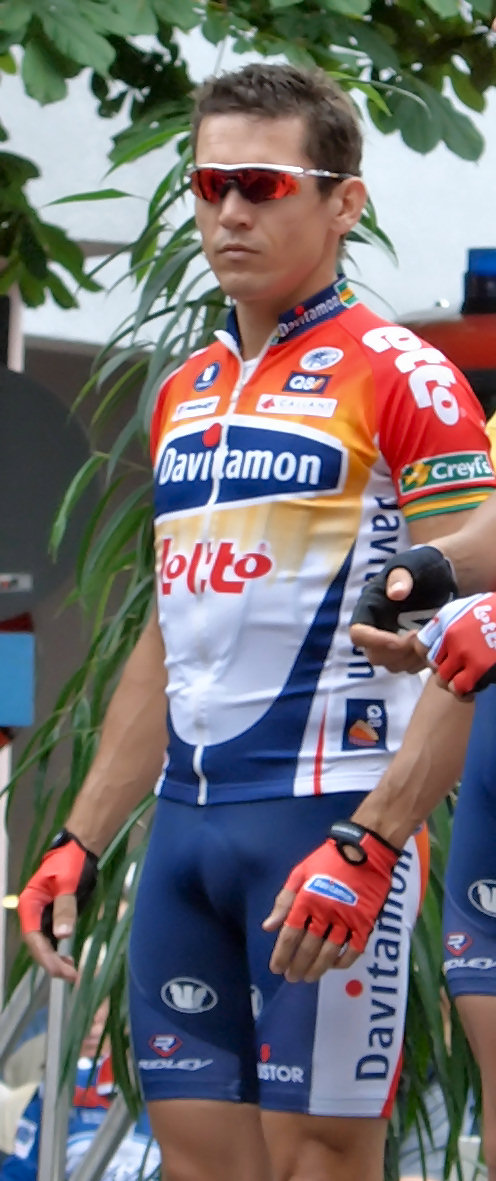
Robbie McEwen en 2006

### 1992-1995: jeunes années
En 1992 il intègre l'Australian Institute of Sport (AIS, Institut australien du sport) de Canberra où il progresse sous la férule de l'entraineur Heiko Salzwedel. En 1994, il se frotte avec succès aux coureurs européens : il gagne trois étapes de la Course de la Paix, une étape du Tour de l'Avenir et finit meilleur sprinter du Tour de Rhénanie-Palatinat. En 1995, il glane trois étapes au Rapport Toer en Afrique du Sud, et fait partie d'une équipe nationale australienne qui passe l'été en Europe, et avec laquelle il remporte au sprint une étape du Regio-Tour et du Tour de l'Avenir à nouveau, et devient champion d'Australie sur route.

### 1996-2001: débuts chez Rabobank puis Farm Frites
En 1996, McEwen signe son premier contrat professionnel avec l'équipe néerlandaise Rabobank. Durant ses premières années, il remporte régulièrement des étapes sur des épreuves de moins d'une semaine. Son premier succès majeur vient en 1999 lorsqu'il remporte le sprint massif des Champs-Élysées sur le Tour de France.
En 2000 et 2001, il effectue un passage en demi-teinte chez Farm Frites malgré une dernière année riche de 9 succès.

### 2002-2008: au sommet du sprint mondial avec Lotto
Il rejoint la formation belge Lotto en 2002. Sa saison débute dès le mois de janvier par un deuxième titre de champion d'Australie. Mais c'est en juillet sur le Tour de France que McEwen conquiert son principal succès : fort de deux victoires d'étapes, dont à nouveau celle des Champs-Élysées, il obtient son premier maillot vert, mettant fin à six ans de domination du sprinter allemand Erik Zabel. Il remporte également deux semi-classiques en Belgique : Paris-Bruxelles et le Grand Prix de l'Escaut ; ainsi que les classements finals de l'Étoile de Bessèges et du Circuit franco-belge. Il conclut cette saison par une médaille d'argent au championnat du monde à Zolder, battu par Mario Cipollini. Le classement UCI de fin de saison le place au quatrième rang mondial.
En 2003, McEwen ajoute avec À travers les Flandres une course flandrienne à son palmarès. Comme en 2002, il s'adjuge deux étapes du Giro, toutes deux devant l'italien Alessandro Petacchi, vainqueur à six reprises lors de cette édition. Ce dernier domine la première semaine du Tour de France en juillet en reportant quatre des cinq étapes conclues au sprint. Grâce à sa régularité, Robbie McEwen parvient néanmoins à reprendre le maillot vert à son compatriote de La Française des jeux Baden Cooke à l'issue de la 18e étape. Il conserve la tunique jusqu'à Paris, mais la perd sur la ligne d'arrivée des Champs-Élysées qui lui avait pourtant souri précédemment. En effet, après avoir fait jeu égal avec Cooke lors des sprints intermédiaires (10 points chacun), McEwen ne prend que la troisième place du sprint final. Baden Cooke, second derrière Jean-Patrick Nazon, passe devant lui au classement pour deux points.
En 2004, sur le Tour, il remporte les 3e et 10e étapes et remporte le maillot vert.
En 2006, il décroche à nouveau le maillot vert du Tour en s'imposant sur trois étapes. Il glane 15 succès cette saison.
En 2007, il remporte une étape du Tour (la 1re) mais il termine hors-délai lors de la 8e étape. Il n'avait jamais abandonné sur la Grande Boucle en 9 participations. Il cumulera 15 victoires cette saison.
En 2008, il fait une saison en demi-teinte. 7 victoires dont la Vattenfall Cyclassics et son 5e Paris-Bruxelles. Il est pratiquement inexistant lors du Tour de France, où il signe comme meilleur résultat une deuxième place. Il partira à la fin de la saison dans l'équipe Katusha, nouvelle équipe Pro-Tour.

### 2009-2010: chez Katusha
En 2009, il commence très fort en remportant la Cancer Council Classic devant Wim Stroetinga, Graeme Brown et André Greipel. Lors du Challenge de Majorque au mois de février, il termine 2e de la première étape laissant son coéquipier Gert Steegmans l'emporter. Le lendemain, il remporte son deuxième succès de la saison lors d'un sprint royal. Au mois de mai, il chute au Grand Prix de l'Escaut. Cette chute le prive du Giro 2009. Il revient en forme sur le Tour de Picardie où il remporte une étape. Le 28 mai 2009, il chute à nouveau sur le Tour de Belgique et se casse le tibia. Il fait son retour le 27 juillet 2009 au criterium d'après tour d'Aalst. Il termine second, au sprint, derrière le britannique Mark Cavendish. Il stoppe de nouveau sa saison 2009 mais cette fois définitivement pour se reposer et revenir plus fort en 2010 où il rêve de s'imposer au Tour de France, au Giro et aux Championnats du monde chez lui à Geelong. Il revient au Tour Down Under et fait un début prometteur puisqu'il finit 4e du général et termine presque à chaque étape dans les 10 premiers. Il remporte, comme l'année passée, sa première victoire lors du Challenge de Majorque. Au Tour d'Italie, il ne prend qu'une 4e et 7e place d'étape. Il arrive en forme au Tour de France : il termine cinq fois 4e et 9e aux champs élysées. Il retrouve ses jambes lors de la première étape de l'Eneco Tour qu'il remporte au sommet du Grebbeberg : il réalise l'un des meilleurs sprint de sa longue carrière.

### 2011: chez RadioShack
À l'aube de la saison 2011, Robbie s'engage pour un an avec la formation américaine RadioShack.
Il participe au Tour d'Italie où il ne peut aller au terme de la course en raison d'une arrivée hors-délai sur les pentes de l'Etna au terme de la neuvième étape. Sur ce Giro, Robbie McEwen ne peut pas se montrer à son avantage en raison du parcours très montagneux, il intègre en une seule occasion le top 10 d'une étape (huitième de la deuxième étape). Fin juillet, après ne pas avoir été sélectionné au Tour de France, il glane son premier succès de la saison lors du Tour de Wallonie. Il remporte également début octobre le Tour de Wallonie picarde agrémenté de deux victoires d'étapes. Il s'agit là de son ultime succès chez les professionnels.

### 2012: chez GreenEDGE et retraite de la compétition
Il s'engage pour 2012 avec l'équipe GreenEDGE où il prend sa retraite sportive à l'issue du Tour de Californie 2012, le dimanche 20 mai à Los Angeles. Après l'arrivée de la dernière étape, il déclare à propos de sa retraite: « J'ai fait une belle carrière. [...] Il n'y a pas mieux que de pouvoir faire son métier de quelque chose qu'on aime, d'être payé pour faire du vélo. » Dès lors, il intègre l'encadrement de la formation Orica-GreenEDGE où il se charge de conseiller les sprinteurs de l'équipe.
À l'issue de l'année 2013, il ne renouvelle pas son contrat avec Orica-GreenEDGE, expliquant ne plus vouloir suivre l'équipe en Europe, où se déroulent la plupart des courses. Il reste actif dans le milieu du cyclisme : il est commentateur en free-lance, guide des VIP durant le Tour d'Italie, commercialise une pommade antifrottement portant son nom.

## Palmarès et résultats

### Palmarès
| - 1994 - 1re étape du Tour de l'Avenir - 3e, 6eb et 9e étapes de la Course de la Paix - 1995 - Champion d'Australie sur route - Tour de Wellington - 2e étape du Tour de Tasmanie - 1re, 7e et 10e étapes du Rapport Toer - 6e étape du Tour de l'Avenir - 4e étape du Regio Tour - 2e du Championnat de Zurich amateur - 1996 - LuK-Cup - 1reb, 8eb et 10ea étapes du Herald Sun Tour - 2e étape du Tour de Rhénanie-Palatinat - 1re étape de Vienne-Rabenstein-Gresten-Vienne - 4e étape du Tour de l'Avenir - 4e étape du Tour de Murcie - 3eb étape du Regio Tour - 2e du Manx Trophy - 1997 - 2e étape des Quatre Jours de Dunkerque - 3e étape du Tour de Luxembourg - 2e et 3ea étapes du Tour des Pays-Bas - 1998 - 1re étape du Tour d'Andalousie - 3ea et 5e étapes du Tour des Pays-Bas - 2e du Trofeo Mallorca - 2e du Trofeo Alcudia - 1999 - 2e étape du Tour de Luxembourg - 1rea étape de la Route du Sud - 20e étape du Tour de France - 2e étape du Tour des Pays-Bas - 2eb et 4e étapes du Herald Sun Tour - 2e du Trofeo Soller - 2e du Trophée Luis Puig - 2000 - 6e étape du Tour Down Under - Trofeo Cala Millor - 3e de la Ruddervoorde Koerse - 2001 - 2e étape du Tour méditerranéen - Trofeo Magalluf-Palmanova - Circuit du Brabant wallon - 2e et 3e étapes de l'Uniqa Classic - 4e étape du Tour de la Région wallonne - 2e étape du Tour des Pays-Bas - 3e et 4e étapes de l'Herald Sun Tour - 3e du Trofeo Soller - 3e du Trofeo Manacor - 2002 - Champion d'Australie sur route - 1re, 3e, 4e et 6e étapes du Tour Down Under - Étoile de Bessèges : - Classement général - 1re étape - 2e et 7e étapes de Paris-Nice - Grand Prix de l'Escaut - 4e et 10e étapes du Tour d'Italie - Tour de France : - Classement par points - 3e et 20e étapes - Delta Profronde - Paris-Bruxelles - Circuit franco-belge : - Classement général - 2e et 3e étapes - 2e du championnat du monde sur route - 2e du Mémorial Rik Van Steenbergen - 2e de la Ruddervoorde Koerse - 2e de la Gullegem Koerse - 3e du Tour du Haut-Var - 3e de Veenendaal-Veenendaal - 2003 - 3e étape du Tour Down Under - 4e étape de l'Étoile de Bessèges - À travers les Flandres - 4e et 11e étapes du Tour d'Italie - 2e étape du Tour de Suisse - 3e étape du Circuit franco-belge - 3e de Veenendaal-Veenendaal - 2004 - 1re et 4e étapes du Tour Down Under - Le Samyn - 5e étape du Tour d'Italie - 2e et 4e étapes du Tour de Suisse - Tour de France : - Classement par points - 2e et 9e étapes - 2e du Tour Down Under - 2e du Tour du Qatar - 2e du Grand Prix de l'Escaut - 2e de Veenendaal-Veenendaal - 2e du Delta Profronde | - 2005 - Champion d'Australie sur route - 1re, 2e et 6e étapes du Tour Down Under - 5e étape du Tour du Qatar - 2e étape du Tour de Basse-Saxe - 2e, 6e et 10e étapes du Tour d'Italie - 4e étape du Tour de Suisse - 5e, 7e et 13e étapes du Tour de France - Paris-Bruxelles - Grand Prix de Fourmies - 3e du Grand Prix d'Isbergues - 4e de Paris-Tours - 2006 - Cancer Council Helpline Classic - Grand Prix International Costa Azul : - Classement général - 1re étape - 2e étape des Trois Jours de Flandre-Occidentale - 1re étape du Tour de Romandie - 2e, 4e et 6e étapes du Tour d'Italie - Tour de France : - Classement par points - 2e, 4e et 6e étapes - Paris-Bruxelles - 7e étape du Herald Sun Tour - 2e du Mémorial Rik Van Steenbergen - 2e des Trois Jours de Flandre-Occidentale - 3e du Tour Down Under - 5e du championnat du monde sur route - 2007 - 5e étape du Tour Down Under - 1re étape du Tirreno-Adriatico - 2e étape du Tour de Romandie - 2e étape du Tour d'Italie - 4e étape du Tour de Suisse - 1re étape du Tour de France - 3e étape de l'Eneco Tour - Paris-Bruxelles - 2e du Grand Prix de l'Escaut - 3e de la Coupe Sels - 4e de Milan-San Remo - 6e de Gand-Wevelgem - 6e de Paris-Tours - 2008 - 2e étape du Tour de Romandie - 3e et 4e étapes du Tour de Suisse - Vattenfall Cyclassics - Paris-Bruxelles - 3e du Grand Prix de l'Escaut - 3e du Cancer Council Helpline Classic - 2009 - Cancer Council Helpline Classic - Trofeo Cala Millor - 3e étape du Tour de Picardie - 2e du Trofeo Mallorca - 2010 - Trofeo Palma de Mallorca - 1re étape de l'Eneco Tour - 2e du Grand Prix de l'Escaut - 2e du Mémorial Rik Van Steenbergen - 4e du Tour Down Under - 2011 - 4e étape du Tour de Wallonie - Tour de Wallonie picarde : - Classement général - 1re et 4e étapes - 2e du Tour de Mumbai I - 3e du Cancer Council Helpline Classic |

### Résultats sur les grands tours

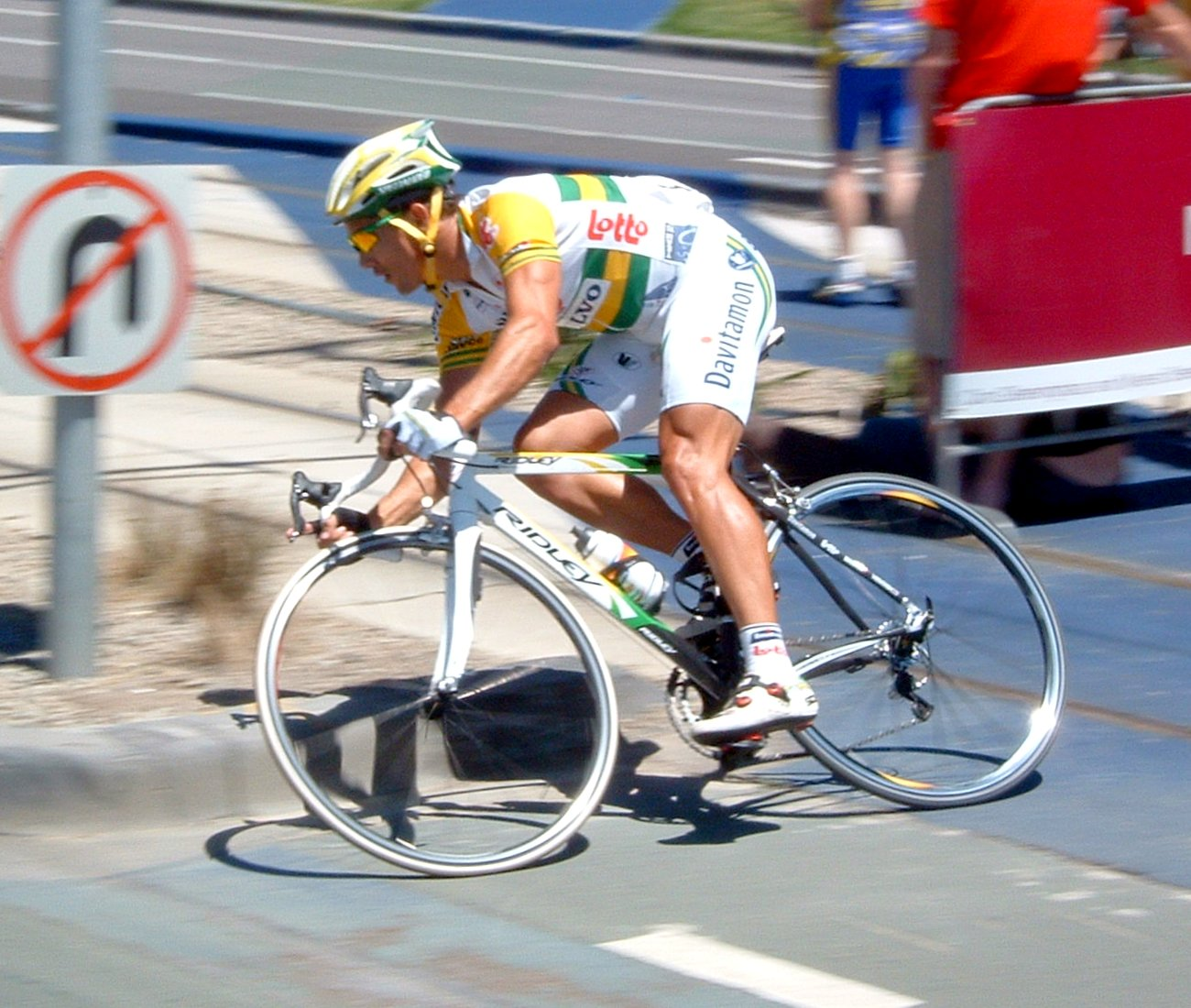
Robbie McEwen, le 8 janvier 2006.

#### Tour de France
12 participations
- 1997 : 117e
- 1998 : 89e
- 1999 : 122e et vainqueur de la 20e étape
- 2000 : 113e
- 2002 : 130e, vainqueur du  classement par points et des 3e et 20e étapes
- 2003 : 143e
- 2004 : 122e, vainqueur du  classement par points et des 2e et 9e étapes,  maillot jaune pendant une journée
- 2005 : 134e, vainqueur des 5e, 7e et 13e étapes.
- 2006 : 116e, vainqueur du  classement par points et des 2e, 4e et 6e étapes
- 2007 : hors-délais (8e étape), vainqueur de la 1re étape
- 2008 : 122e
- 2010 : 165e

#### Tour d'Italie
10 participations
- 2000 : abandon
- 2002 : abandon, vainqueur des 4e et 10e étapes
- 2003 : abandon (14e étape), vainqueur des 4e et 11e étapes
- 2004 : abandon (16e étape), vainqueur de la 5e étape
- 2005 : abandon (13e étape), vainqueur des 2e, 6e et 10e étapes et  maillot rose pendant une journée
- 2006 : non partant (13e étape), vainqueur des 2e, 4e et 6e étapes
- 2007 : abandon (12e étape), vainqueur de la 2e étape
- 2008 : non partant (14e étape)
- 2010 : non partant (15e étape)
- 2011 : hors délais (9e étape)

#### Tour d'Espagne
4 participations
- 1998 : abandon
- 1999 : abandon (10e étape)
- 2001 : 139e et dernier du classement général
- 2006 : hors délais (5e étape)

### Classements mondiaux
| Année                  | 1996 | 1997 | 1998 | 1999 | 2000 | 2001 | 2002 | 2003 | 2004 | 2005 | 2006 | 2007 | 2008 | 2009 | 2010 | 2011 |
| ---------------------- | ---- | ---- | ---- | ---- | ---- | ---- | ---- | ---- | ---- | ---- | ---- | ---- | ---- | ---- | ---- | ---- |
| Classement UCI         | 149e | 131e | 101e | 69e  | 165e | 100e | 4e   | 27e  | 16e  |      |      |      |      |      |      |      |
| Classement ProTour     |      |      |      |      |      |      |      |      |      | 52e  | 34e  | 19e  | 20e  |      |      |      |
| Calendrier mondial UCI |      |      |      |      |      |      |      |      |      |      |      |      |      | 192e | 51e  |      |
| UCI World Tour         |      |      |      |      |      |      |      |      |      |      |      |      |      |      |      | 157e |

## Distinctions
- Sir Hubert Opperman Trophy - cycliste australien de l'année en 2002 et 2005[23]
- Cycliste sur route australien de l'année en 1999, 2002 et 2005[24]
- Temple de la renommée du cyclisme en Australie